# Prince Bira
Prins Birabongse Bhanutej Bhanubandh, mest känd som Prince Bira, född 15 juli 1914 i Bangkok i Siam, död 23 december 1985 i London, var en thailändsk racerförare.

## Biografi
Prins Bira var medlem av den siamesiska kungliga familjen och var barnbarn till kung Mongkut. Eftersom den kungliga familjen hade vissa kopplingar till Storbritannien skickades Bira som trettonåring till den berömda brittiska internatskolan Eton College. Medan han var där blev det revolution i hemlandet med flera statskupper och andra konspirationer och hans onkel kung Prajadhipok tvangs abdikera. Bira beslöt då att stanna i England och började studera vid Universitetet i Cambridge. 
Biras kusin, prins Chula Chakrabongse, hade ett racingstall, White Mouse Racing, varför Bira beslöt sig för att prova på racing. 1936 köpte Chulas stall en ERA åt Bira, som bland annat vann Coup de Prince Rainier i Monte Carlo och snabbt blev en av de ledande inom internationell racing. 
När andra världskriget bröt ut och japanerna ockuperade Thailand beslöt Bira, som samtidigt gift sig med en engelska, att stanna i Storbritannien. 
Efter kriget återstartade Bira White Mouse Racing, men det kördes väldigt lite racing i England vid denna tid så han lade ner stallet och började istället tävla på den europeiska kontinenten, i en Maserati för Enrique Plates privata stall. Bira blev senare en av de första privata aktörerna som beställde en bil från Maserati för att tävla i eget namn. 
Han avslutade racingkarriären efter säsongen 1954 och flyttade tillbaka till Thailand men han behöll ett fäste i Europa i form av en tremastad skonare förtöjd i Cannes' hamn, nära hans andra hem i Mandelieu. Prince Bira dog 1985 efter en hjärtattack på en station vid Londons tunnelbana.

## F1-karriär
| Säsong | Stall/Tillverkare                   | Poäng | Placering |
| ------ | ----------------------------------- | ----- | --------- |
| 1950   | Enrico Platé (Maserati)             | 5     | 8         |
| 1951   | Bira (Maserati-OSCA)                | 0     | –         |
| 1952   | Gordini                             | 0     | –         |
| 1953   | Connaught-Francis Milano (Maserati) | 0     | –         |
| 1954   | Maserati Bira (Maserati)            | 3     | 17        |